# Lac de Saint-Mandé
Le lac de Saint-Mandé est un étang naturel aménagé de 1,5 hectare situé dans le bois de Vincennes à la limite de Saint-Mandé et bordé par la chaussée de l'Étang. Il fait partie administrativement du 12e arrondissement de Paris, comme l'ensemble du bois de Vincennes. Il est entouré d'un jardin de style anglais.

## Géographie

### Caractéristiques
Le lac de Saint-Mandé est situé dans la partie nord-ouest du bois de Vincennes aux confins de la commune de Saint-Mandé. De forme ovoïde, il présente une superficie en eau de 1,5 hectare,, une profondeur moyenne de 0,7 à 1 mètre, et un périmètre d'environ 670 mètres. Il possède une île unique en son centre, d'environ 0,7 hectare, qui n'est pas accessible.

### Hydrographie
L'origine de ce lac remonte à un étang créé au XIIIe siècle dans une dépression du relief par l'élévation d'une digue, ou chaussée (qui deviendra l'actuelle chaussée de l'Étang), sur le cours d'un ruisseau descendu des coteaux de Montreuil appelé ru de la Pissotte ou ru de Montreuil et provenant des douves du château de Vincennes.
De 1866 à 1974, c'est l'eau de la Marne qui alimente le lac de Saint-Mandé, à travers le réservoir de 28 000 m3 que constitue le lac de Gravelle qui est le lac le plus élevé des quatre présents dans le bois et était alimenté par la station de pompage hydraulique de Saint-Maur-des-Fossés située 40 mètres plus bas. L'émissaire du lac de Gravelle vers le lac de Saint-Mandé est le ruisseau de Gravelle long de 6,7 km. Depuis 1974, à la suite de l'ouverture de l'autoroute A4 qui condamna la station sur la Marne, l'eau du système hydraulique du bois est pompée dans la Seine par l'usine du pont d'Austerlitz, puis ramenée au lac de Gravelle.
Le lac de Saint-Mandé a toujours pour émissaire, situé à l'ouest, le ru de Montreuil, canalisé et recouvert, qui longe à Saint-Mandé la rue du Lac avant de passer par la rue Allard et d'entrer dans la ville de Paris.

### Environnement, faune et flore

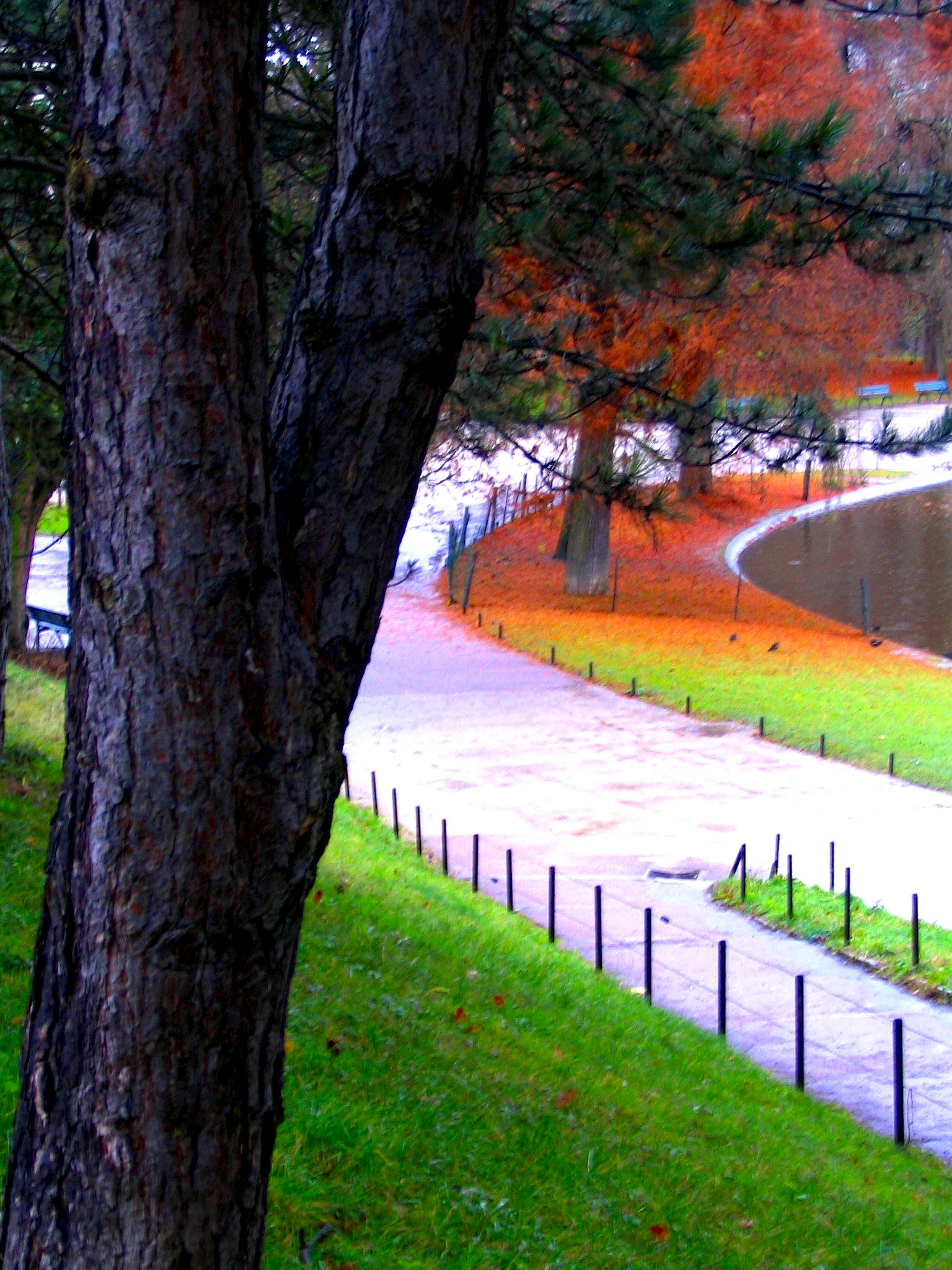
Les pourtours du lac à l'automne.

Le lac possède une île en son centre qui n'est accessible qu'aux oiseaux : canards (canard colvert, canard mandarin, et canard de Barbarie), cygnes, bernaches du Canada, poules d'eau, mouettes, goélands argentés... En 1966, une espèce non décrite précédemment de nanoplancton de la famille des Calycomonas est identifiée dans le lac.

## Histoire
L'étang original alimenté par le ru de la Pissotte est devenu progressivement un égout à ciel ouvert, ce qui entraîna les protestations des habitants, incommodés par l'odeur pestilentielle. En 1654, le cardinal Mazarin ordonne la construction d'une petite ménagerie au niveau de la pointe ouest du lac afin d'accueillir des combats d'animaux auxquels viennent de nombreux spectateurs ainsi que des membres des cours européennes comme le fils du roi du Danemark, Christian, et la reine de France Marie-Thérèse en 1663, ou le Grand Dauphin en 1682,. L'étang toutefois fut comblé au XVIIIe siècle toujours pour des questions de salubrité et devient une plaine herbeuse et marécageuse.
En 1814-1815, lors de l'épisode de la défense du fort de Vincennes par le général Daumesnil, dit « jambe de bois », les troupes alliées austro-russo-prussiennes installent sur les hauteurs septentrionales du lac des batteries lourdes de canons afin de tenter, sans succès, de faire capituler les assiégés. Le 21 juillet 1836, le journaliste Armand Carrel provoque en duel Émile de Girardin sur les bords du lac de Saint-Mandé, à la suite d'une lutte éditoriale entre les deux hommes par presse interposée ; mortellement blessé Carrel meurt quelques jours plus tard.

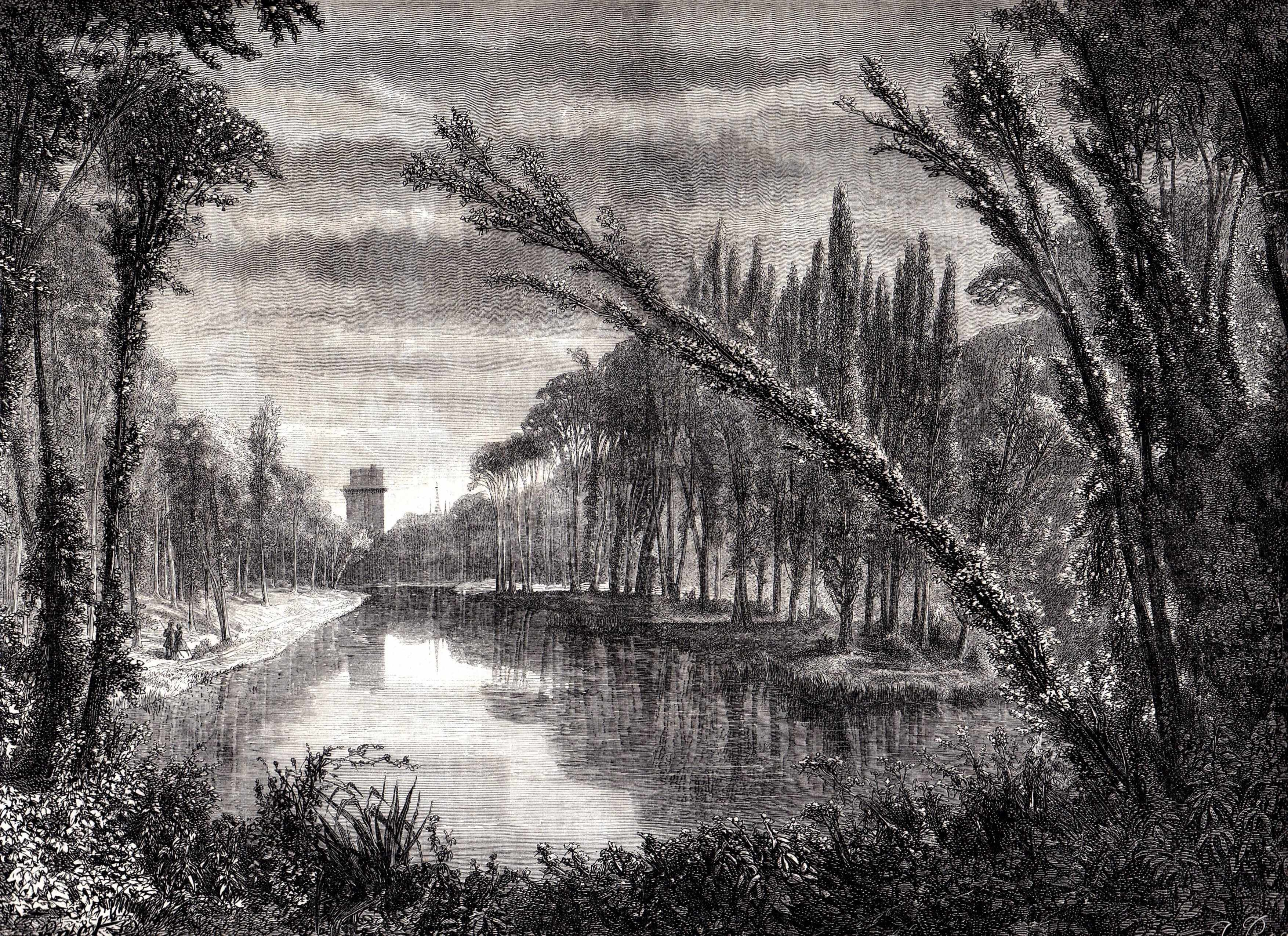
Le lac lors de sa réouverture et le donjon du château de Vincennes au fond. Le Monde Illustré, 1861, p. 585. Dessin de M. Peyronnet.

En 1858, à l'occasion du mariage de Napoléon III et d'Eugénie de Montijo, une liste civile est établie qui bénéficiera notamment à l'aménagement du bois de Vincennes jusqu'en 1860. Le 28 juillet 1860, une loi entérine la cession du bois à la mairie de Paris qui assume dès lors le coût des travaux et confie à Adolphe Alphand, chef du service des promenades et des plantations sous la direction du baron Haussmann, la mise en œuvre de la réouverture du lac,, et sa désinfection par le sulfate de fer mêlé à de la chaux. Alimenté comme à l'origine par le ru de Montreuil, il rencontre rapidement les mêmes problèmes de nuisances que par le passé. Après un curage, Alphand le relie finalement au réseau hydraulique général du bois de Vincennes permettant d'assainir le lac et de rendre agréable sa fréquentation aux promeneurs. Les travaux sont complétés en 1866. En 1904, un ancien pavillon de chasse de Napoléon III est transformé en guinguette organisant des thés dansants, bals populaires, séances de tango, qui est appelée « Chalet du Lac de Saint-Mandé ».
Désormais le Chalet du Lac de Saint-Mandé accueille de nombreux événements festifs.

## Particularités du lac
Le lac est figuré sur le blason de la commune de Saint-Mandé par les « trois fasces ondées d’argent ».
Le lac de Saint-Mandé est un lieu de promenades dominicales et familiales pittoresques avec notamment trois manèges en surplomb, un théâtre de marionnettes de type Guignol, des promenades en poneys, et des espaces de jeux pour enfants. L’activité dansante et gastronomique du « Chalet du Lac », rénové en 1990 puis en 2003 tel qu’à sa création, est toujours présente. En revanche, contrairement au lac Daumesnil, le canotage sur le lac n’est pas autorisé.

## Accès
Le lac de Saint-Mandé est desservi à proximité par la ligne du métro 1 Saint-Mandé.